# Лукаш Павловський
Лукаш Зигмунт Павловський  (пол. Łukasz Zygmunt Pawłowski, 11 червня 1983) — польський веслувальник, олімпійський медаліст.

## Виступи на Олімпіадах
| Олімпіада  | Дисципліна                              | Місце |
| ---------- | --------------------------------------- | ----- |
| Пекін 2008 | легка четвірка розстібна без стернового | 2     |